# باتريك ماير (متزلج فني)
باتريك ماير هو متزلج فني سويسري، ولد في 15 مارس 1976 في فينترتور في سويسرا.

## وصلات خارجية
- باتريك ماير على موقع الاتحاد الدولي للتزلج (الإنجليزية)
- باتريك ماير على موقع أوليمبيديا (الإنجليزية)